# Lidija Tsjoekovskaja
Lidija Kornejevna Tsjoekovskaja (Russisch: Лидия Корнеевна Чуковская) (Helsinki, 24 maart 1907 – Moskou, 8 februari 1996) was een Russisch schrijfster en dichteres. Ze was bevriend met de dichteres Anna Achmatova, wier werken ze na haar dood bezorgde. 

## Leven

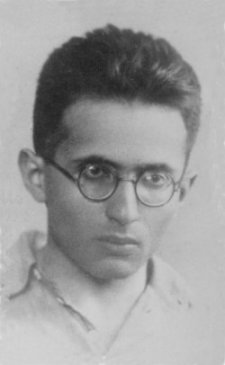
Lydia's man Matvej Bronstein

Lidija Tsjoekovskaja is de dochter van Kornej Tsjoekovski. Centraal in het werk van Tsjoekovskaja staat de tijd van de Stalinterreur en de grote zuiveringen in de jaren dertig. Haar man, de bekende natuurkundige Matvej Bronstein (1906-1938), werd in 1937 op onduidelijke gronden gearresteerd en in 1938 gefusilleerd, terwijl zij zelf te horen kreeg dat hij voor tien jaar verbannen zou worden. 
Na de oorlog stond Tsjoekovskaja te boek als een der eersten die in het openbaar het Sovjetregime durfden bekritiseren. Ze kreeg haar werk moeilijk gepubliceerd. In de jaren zestig circuleerden als Samizdatuitgaven haar novellen "Het verlaten huis" en "Duik in de diepte", beide reeds geschreven in de Stalintijd, beide handelend over de tragedie van de vrouw in die periode van "zuivering" en terreur. In 1974 werd Tsjoekovskaja uit de schrijversbond gestoten vanwege haar steun aan Solzjenitsyn en leefde verder als dissidente. Het werk van Tsjoekovskaja kon tot eind jaren tachtig niet in Rusland worden gepubliceerd.

## "Ontmoetingen met Anna Achmatova"
Behalve als dissidente verwierf Lidija Tsjoekovskaja in het westen vooral bekendheid door haar memoires Ontmoetingen met Anna Achmatova (1987, in Nederland verschenen in de reeks Privé-domein). Deze aangrijpende herinneringen omspannen bijna een kwart eeuw en beginnen aan het einde van 1938, wanneer het tijdperk van de grote zuiveringen op zijn hoogtepunt is. Tsjoekovskaja bezoekt Anna Achmatova de eerste keer om raad: zij hoopt haar man nog uit de gevangenis te kunnen krijgen, niet wetende dat hij al gefusilleerd is. Dit gezamenlijke lot – de man en de zoon van Achmatova waren gearresteerd – schept een band tussen beide vrouwen die uitgroeit tot een hechte vriendschap. Tsjoekovskaja geeft in haar boek een becommentarieerd verslag van gesprekken uit de jaren dat op het vrije woord de doodstraf stond.